# مسعود هاشمی
مسعود هاشمی (زادهٔ ۱ مارس ۱۹۹۴ شهر کابل یک بازیکن فوتبال تیم شاهین آسمایی است که همچنان برای تیم ملی زیر ۲۳ سال هم در بازی‌های المپیک کره انتخاب شده بود.

## افتخارات
- لیگ برتر افغانستان